# 拉特龙基耶尔
拉特龙基耶尔（法語：Latronquière，法語發音：[latʁɔ̃kjɛʁ]）是法国洛特省的一个市镇，属于菲雅克区。

## 地理
拉特龙基耶尔（44°47'59"N, 2°4'41"E）面积10.37 平方千米，位于法国奧克西塔尼大區洛特省，该省份为法国西南部内陆省份，北起顺时针与科雷兹省、康塔爾省、阿韦龙省、塔恩-加龙省、洛特-加龍省和多尔多涅省接壤。
与拉特龙基耶尔接壤的市镇（或旧市镇、城区）包括：戈尔斯、欧蒙堡、洛雷斯、塞纳亚克-拉特龙基耶尔。

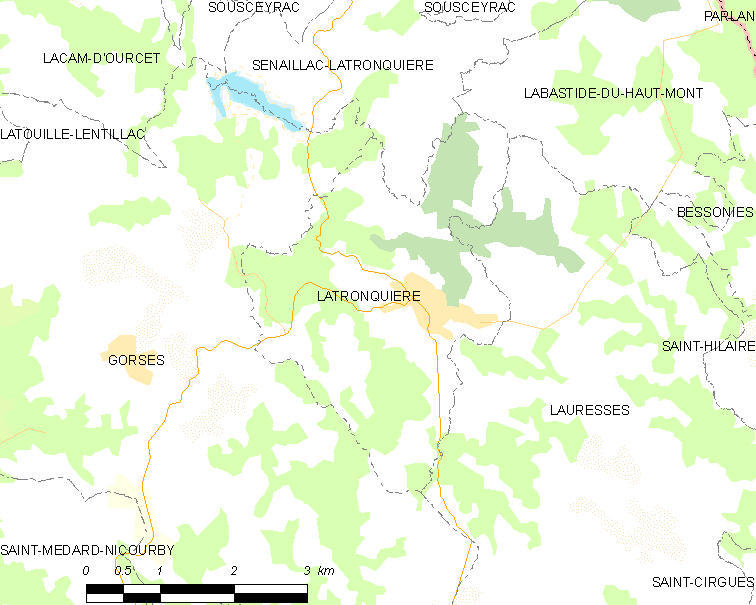
拉特龙基耶尔的OSM定位图

拉特龙基耶尔的时区为UTC+01:00、UTC+02:00（夏令时）。

## 行政
拉特龙基耶尔的邮政编码为46210，INSEE市镇编码为46160。

## 政治
拉特龙基耶尔所属的省级选区为拉卡佩勒马里瓦勒县。

## 人口

1962-2008年间拉特龙基耶尔人口变化图示

拉特龙基耶尔于2022年1月1日时的人口数量为429人。